# 戦争と平和 (1956年の映画)
『戦争と平和』（せんそうとへいわ、War and Peace）は、1956年のイタリア・アメリカ合衆国の戦争映画。監督はキング・ヴィダー、出演はオードリー・ヘプバーン 、ヘンリー・フォンダ 、メル・ファーラーなど。原作はレフ・トルストイの小説『戦争と平和』。
製作は当時イタリアの二大プロデューサーと言われたカルロ・ポンティとディノ・デ・ラウレンティスでパラマウントが配給。音楽はイタリアのニーノ・ロータが担当した。
撮影はテクニカラー、ビスタビジョンで撮影され、オードリー・ヘプバーンにとっては初のカラー映画、ワイドスクリーン作品への出演になった。
日本での劇場初公開は1956年12月22日で、その後1964年、1973年、1987年、1989年にも大々的にリバイバルされている。また、1970年1月3・4日にNHKが前後編に分けてテレビ初放映し、その後も何度かテレビ放送されている。

## ストーリー
ナターシャとピエールとアンドレイの3人の物語として原作を大幅にダイジェストにして脚本化されており、ナポレオンが退却した後に荒廃したロストフ邸でナターシャとピエールが再会するところがラストシーンで、最後はトルストイの言葉「人生を愛すことは神を愛すことである」で終わっている。

## キャスト
| 役名                       | 俳優                     | 日本語吹き替え | 日本語吹き替え | 日本語吹き替え | 日本語吹き替え                                 |
| 役名                       | 俳優                     | NHK版          | フジテレビ版   | テレビ朝日版 | ソフト版                                       |
| -------------------------- | ------------------------ | -------------- | -------------- | --- | ---------------------------------------------- |
| ナターシャ・ロストフ       | オードリー・ヘプバーン   | 二階堂有希子   | 池田昌子       | 池田昌子 | 池田昌子                                       |
| ピエール・ベズーホフ伯爵   | ヘンリー・フォンダ       | 中田浩二       | 小山田宗徳     | 中田浩二 | 小山力也                                       |
| アンドレイ・ボルコンスキー | メル・ファーラー         | 広川太一郎     | 広川太一郎     | 広川太一郎 | 井上倫宏                                       |
| アナトール・クラーギン     | ヴィットリオ・ガスマン   | 服部哲治       | 宮田光         | 堀勝之祐 | 青羽剛                                         |
| ナポレオン・ボナパルト     | ハーバート・ロム         | 大塚周夫       | 家弓家正       | 内海賢二 | 金尾哲夫                                       |
| クトゥーゾフ司令官         | オスカー・ホモルカ       | 池田忠夫       | 池田忠夫       | 雨森雅司 | 松井範雄                                       |
| エレン・クラーギン         | アニタ・エクバーグ       |                | 幸田弘子       | 中島葵 | 塩田朋子                                       |
| ドーロホフ                 | ヘルムート・ダンティーン |                |                | 玄田哲章 | 清水明彦                                       |
| ワシーリィ・クラーギン公爵 | トゥリオ・カルミナティ   |                |                | 上田敏也 | 世古陽丸                                       |
| イリヤ・ロストフ伯爵       | バリー・ジョーンズ       |                |                | 寄山弘 | 塾一久                                         |
| リーゼ・ボルコンスカヤ     | ミリー・ヴィターレ       |                |                | 岡本茉利 | 安藤麻吹                                       |
| ロストフ伯爵夫人           | リア・シードル           |                |                | 沼波輝枝 | 久保田民絵                                     |
| マリア・ボルコンスカヤ     | アンナ・マリア・フェレロ |                |                | 信沢三恵子 | 石塚理恵                                       |
| ボルコンスキー公爵         | ウィルフリード・ローソン |                |                | 寺島幹夫 | 小島敏彦                                       |
| ソーニャ・ロストフ         | メイ・ブリット           |                |                | 武藤礼子 | 麻生侑里                                       |
| ニコラス・ロストフ         | ジェレミー・ブレット     |                |                | 沢井正延 | 大滝寛                                         |
| デニーソフ                 | パトリック・クリーン     |                |                | | 入江崇史                                       |
| ペーチャ・ロストフ         | ショーン・バレット       |                |                | 大見川高行 | 鶴博幸                                         |
| マリヤ・ ペロンスカヤ      | ゲルトルート・フリン     |                |                | | 石塚理恵                                       |
| プラトン・カラターエフ     | ジョン・ミルズ           |                |                | 宮内幸平 | 多田野曜平                                     |
| 不明 その他                | N/A                      |                |                | 平林尚三 清川元夢 千田光男 幹本雄之 花形恵子 藤本譲 安田隆 小関一 加藤正之 大矢兼臣 山本敏之 笹岡繁蔵 井口成人 鈴木れい子 山崎勢津子 小比類巻孝一 鈴木博 | 北川勝博 手塚秀彰 御友公喜 石井隆夫 火野カチコ |
| ナレーター                 | N/A                      |                |                | 伊藤惣一 | 大木民夫                                       |

- NHK版：初回放送1970年1月3日・4日『劇映画』※前後編に分けて放送[5][6]
- フジテレビ版：初回放送1972年5月19日・26日『ゴールデン洋画劇場』※前後編に分けて放送
- テレビ朝日版：初回放送1980年12月14日・21日『日曜洋画劇場』※前後編に分けて放送
- ソフト版：2003年12月17日発売のDVDに初収録・ビデオ・オン・デマンドにも使用。

## スタッフ
- 製作：ディノ・デ・ラウレンティス
- 監督：キング・ヴィダー
- 製作総指揮：カルロ・ポンティ（クレジットなし）
- 原作：レフ・トルストイ
- 脚色：ブリジェット・ボーランド（英語版）、ロバート・ウェスタビー（英語版）、キング・ヴィダー、マリオ・カメリーニ（英語版）、エンニオ・デ・コンチーニ、イーヴォ・ペリッリ（英語版）、アーウィン・ショー（クレジットなし）、エリザベス・ヒル（クレジットなし）、ジャン・ガスパーレ・ナポリターノ（クレジットなし）、マリオ・ソルダーティ（クレジットなし）
- 撮影：ジャック・カーディフ
- 第二班監督：マリオ・ソルダーティ（戦場シーン、クレジットなし）
- 第二班撮影監督：アルド・トンティ
- 編集主任：スチュアート・ギルモア
- 編集：レオ・カットッツォ（英語版）
- 美術：マリオ・キアリ（英語版）
- 美術補佐：フランツ・バチェリン、ジアンニ・ポリドリ
- 装置：ピエロ・ゲラルディ
- 衣装：マリア・デ・マティス（英語版）
- メイク：アルベルト・デ・ロッシ
- 音楽：ニーノ・ロータ
- 音楽監督、指揮：フランコ・フェラーラ
- 録音編集：レスリー・ホジスン
- 録音：チャールズ・ノット
- 台詞指導：ガイ・トーマジャン

### 日本語版
- 字幕翻訳：高瀬鎮夫

| 吹き替え       | テレビ朝日版       | ソフト版              |
| -------------- | ------------------ | --------------------- |
| 演出           | 小林守夫 中野寛次  | 佐藤敏夫              |
| 翻訳           | 木原たけし         | 木原たけし 芝谷真由美 |
| 調整           | 前田仁信           | 上村利秋              |
| 効果           | 重秀彦 TFCグループ | N/A                   |
| プロデューサー | 大谷映芳           |                       |
| 制作           | 東北新社           | スタジオ・エコー      |
| 制作           | テレビ朝日         | パラマウント          |

## 受賞・ノミネート
- 受賞
  - ゴールデングローブ賞外国映画賞
  - ナショナル・ボード・オブ・レビュー賞 外国映画賞
  - 英国撮影監督協会賞 最優秀撮影賞 ジャック・カーディフ
  - Italian National Syndicate of Film Journalists 最優秀音楽賞 ニーノ・ロータ
  - Italian National Syndicate of Film Journalists 最優秀美術賞 マリオ・キアーリ
- ノミネーション
  - アカデミー監督賞：キング・ヴィダー
  - アカデミー撮影賞（カラー）：ジャック・カーディフ
  - アカデミー衣装デザイン賞（カラー）：マリア・デ・マッテイス
  - ゴールデングローブ賞 作品賞 (ドラマ部門)
  - ゴールデングローブ賞 監督賞：キング・ヴィダー
  - ゴールデングローブ賞 主演女優賞 (ドラマ部門)：オードリー・ヘプバーン
  - ゴールデングローブ賞 助演男優賞：オスカー・ホモルカ
  - 英国アカデミー賞作品賞
  - 英国アカデミー賞 主演女優賞：オードリー・ヘプバーン
  - ニューヨーク映画批評家協会賞 主演女優賞：オードリー・ヘプバーン
  - バンビ賞 主演女優賞 オードリー・ヘプバーン
  - 全米監督協会賞 長編映画監督賞 キング・ヴィダー
  - Italian National Syndicate of Film Journalists 製作賞

## エピソード
- 屋内場面はポンティ＝ロレンティス撮影所の4つのステージ、チネチッタ撮影所で3つのステージ、セントロ・スペリメンターレ撮影所に3つのステージを使って撮影された[8][9][注 5]。1812年のモスクワの市街地は、テヴェレ川の岸沿いに組まれ本物かと見紛うほどであった[10][11][12]。この市街地はナポレオンのモスクワ入城の際に焼き払われた[8][9]。
- 製作のディノ・デ・ラウレンティスは、合戦シーンに1万8000人のイタリア軍の兵士を使い、忠実に再現したナポレオン時代のロシア兵やフランス兵の軍服を着せた。この軍服のボタンに10万個以上を使い、約7000着の衣装、約4500丁の銃、200門の大砲が作られた[8][9][注 6]。雪あらしのシーンではコーンフレークの人工雪を大量に使った[10][11]。
- キング・ヴィダー監督は、1972年に著した『映画製作について』という本でオードリー・ヘプバーンに関し、「あの映画を作って以来---それに先立つ数年間も含め---あんなに見事にあの役に適応できる女性はいまだに考えられない。彼女はその仕草とテンポについて監督を喜ばす直観的な頭の良さを持って動いていた。」と述べている[12][13]。そしてヘプバーンについて「今まで監督をしてきた女優の中で、誰が一番好きですか？』−と訊かれるとき、いつもすぐに一人、心に浮かぶ」と述べている[12][14]。